# 日下部明男
日下部 明男（くさかべ あきお、1935年11月3日 ‐ ）は、日本の高校野球指導者、元社会人野球選手（内野手）。京都府出身。

## 来歴
平安高等学校在学時、1952年の第24回選抜高等学校野球大会、1953年の第25回選抜高等学校野球大会に出場。前年は試合出場できなかったが、3年次は初戦（2回戦）の京都市立伏見高等学校との京都対決に5番三塁手として出場、2‐3で敗退した。明治大学進学後も三塁手で、のち主将を務め、1958年に明大卒業後は日本通運硬式野球部に進み、都市対抗野球大会に3度出場している。
1967年1月に比叡山高等学校に野球部監督として招聘され、同時に保健体育教師となる。当時は同好会レベルだったが、この春に間柴茂有の勧誘に成功、間柴が3年になった1969年の第41回選抜高等学校野球大会に同校を甲子園初出場させ、1983年まで春夏7度の甲子園出場を果たした。その間には、1978年の第50回選抜高等学校野球大会で群馬県立前橋高等学校の松本稔に、本大会史上初の完全試合を喫したが、1979年の第61回全国高等学校野球選手権大会では、滋賀県代表として初の選手権勝利を上げ、ベスト8まで進出している。1983年の第65回全国高等学校野球選手権大会以降は甲子園から遠ざかり、1993年で引退した。

## 指導した選手
- 間柴茂有
- 順風秀一